# 第29回全日本女子サッカー選手権大会
第29回全日本女子サッカー選手権大会（だい29かいぜんにほんじょしさっかーせんしゅけんたいかい）は、2007年12月2日から2008年1月1日にかけて行われた全日本女子サッカー選手権大会。日本女子サッカーリーグ（なでしこリーグ）16チームを含む32チームの参加であるが、なでしこリーグディビジョン1(Div.1)の8チームは第5回FIFA女子ワールドカップの関係で日程が12月9日まで組まれたため3回戦からの参加となった。また12月15日には「なでしこリーグ2007 一部二部入替戦」が行われるため、2回戦と3回戦の間が他の試合よりも大きく開いている。
準々決勝では、この年のなでしこリーグ上位4チームである日テレ・ベレーザ、浦和レッドダイヤモンズ・レディース、TASAKIペルーレFC、INACレオネッサが順当に勝利し準決勝に進出。
準決勝では、本拠地がともに神戸市であるTASAKIペルーレFCとINACレオネッサ対戦しペルーレが3大会連続8度目の決勝進出を決め、また日テレ・ベレーザは浦和レッドダイヤモンズ・レディースを大差で破り2大会ぶり14度目の決勝の舞台へと駒を進めた。
決勝戦で5回目となるペルーレとベレーザの対戦は、前後半ともに1点ずつをあげたベレーザが勝利して2大会ぶり8度目の優勝を達成。これにより清水第八スポーツクラブを抜いて最多優勝チームとなった。

## 成績
- 優勝：日テレ・ベレーザ
- 準優勝：TASAKIペルーレFC
- 第3位：浦和レッドダイヤモンズ・レディース、INACレオネッサ

## 出場チーム

### 日本女子サッカーリーグ
(mocなでしこリーグ2007成績順)
ディビジョン1
- 日テレ・ベレーザ
- TASAKIペルーレFC
- 浦和レッドダイヤモンズ・レディース
- INACレオネッサ
- 岡山湯郷Belle
- アルビレックス新潟レディース
- 伊賀フットボールクラブくノ一
- 大原学園JaSRA女子サッカークラブ

ディビジョン2
- 東京電力女子サッカー部マリーゼ
- ジェフユナイテッド市原・千葉レディース
- 福岡J・アンクラス
- スペランツァF.C.高槻
- ASエルフェン狭山FC
- バニーズ京都サッカークラブ
- 清水第八プレアデス（←清水第八スポーツクラブ）
- ルネサンス熊本フットボールクラブ

### 北海道地域
- 北海道文教大学明清高等学校 (札幌市)

### 東北地域
- 常盤木学園高等学校 (宮城県)
- Briosita Akita 2006 (秋田県)

### 関東地域
- 日テレ・メニーナ (東京都)
- 日本体育大学女子サッカー部 (神奈川県)
- 浦和レッズジュニアユースレディース (埼玉県)

### 北信越地域
- 福井工業大学附属福井高等学校 (福井県)

### 東海地域
- 藤枝順心高等学校サッカー部 (静岡県)
- 伊賀FCフロイライン (三重県)

### 関西地域
- 日ノ本学園高等学校 (兵庫県)
- 大阪体育大学女子サッカー部 (大阪府)

### 中国地域
- 吉備国際大学女子サッカー部 (岡山県)
- 広島文教大学附属高等学校 (広島県)

### 四国地域
- Kochi ganador FC (高知県)

### 九州地域
- 鳳凰高等学校 (鹿児島県)
- 鹿児島鴨池フットボールクラブアサヒナ (鹿児島県)

## 開催方式

### 試合規定
- 試合時間
  - 1～3回戦：80分 (40分ハーフ)
  - 準々決勝以降：90分 (45分ハーフ)
- 規定時間内に決しない場合
  - 1回戦～準決勝：20分（10分ハーフ）の延長戦→決しない場合はPK戦
  - 決勝戦:延長戦なしでPK戦
- 登録選手
  - 参加申込選手：25名
  - ベンチ入り：16名
  - 交代出場：3名
- 入場料 
  - 1回戦～3回戦：無料
  - 準々決勝、準決勝、決勝：有料

### 試合会場
1回戦
- ひたちなか市総合運動公園陸上競技場 (茨城県)
- 日本平スタジアム (静岡県)
- 上野運動公園競技場 (三重県)
- 加古川運動公園陸上競技場 (兵庫県)

2回戦
- Jヴィレッジスタジアム (福島県)
- ひたちなか市総合運動公園陸上競技場 (茨城県)
- 京都市西京極総合運動公園陸上競技場兼球技場 (京都府)
- 島根県立サッカー場 (島根県)

3回戦
- Jヴィレッジスタジアム (福島県)
- ひたちなか市総合運動公園陸上競技場 (茨城県)
- 岡山県美作ラグビー・サッカー場 (岡山県)
- 広島スタジアム (広島県)

準々決勝
- Jヴィレッジスタジアム (福島県)
- 広島スタジアム (広島県)

準決勝
- 国立西が丘サッカー場 (東京都)

決勝
- 国立霞ヶ丘競技場陸上競技場 (東京都)

## 結果

### 1回戦
| 2007年12月2日 13:30 |

| Briosita Akita 2006 | 0 - 1 (延長) | 吉備国際大学女子サッカー部 |
|                     |              | 中島亜弥香 98分            |

| 加古川運動公園陸上競技場 |

| 2007年12月2日 13:30 |

| Kochi ganador FC | 0 - 7 | 日本体育大学女子サッカー部                                                                   |
|                  |       | 秋葉夢子 9分 · 上田絵未 23分, 62分, 65分 · 井手上麻子 30分 · 伊藤美菜子 50分 · 有吉佐織 74分 |

| 日本平スタジアム |

| 2007年12月2日 11:00 |

| 伊賀フットボールクラブフロイライン | 0 - 8 | ジェフユナイテッド市原・千葉 レディース                                              |
|                                    |       | 岡上麻里 2分, 50分, 67分 · 小林菜摘 13分 · 井上由惟子 20分, 33分 · 後藤史 49分, 79分 |

| 上野運動公園競技場 |

| 2007年12月2日 13:30 |

| 日テレ・メニーナ                                                                                                   | 8 - 0 | 福井工業大学附属福井高等学校 女子サッカー部 |
| 岩渕真奈 2分, 29分 · 岸川奈津希 13分 · 佐々木繭 16分 · 木下栞 23分 · 田中美南 31分 · 高橋彩織 55分 · 村松智子 65分 |       |                                             |

| ひたちなか市総合運動公園陸上競技場 |

| 2007年12月2日 11:00 |

| 清水第八プレアデス                          | 4 - 0 | 広島文教女子大学附属高等学校 |
| 遠山さゆり 13分, 46分, 56分 · 丸本和美 41分 |       |                              |

| 日本平スタジアム |

| 2007年12月2日 13:30 |

| 藤枝順心高等学校サッカー部 | 0 - 1 | 鳳凰高等学校女子サッカー部 |
|                            |       | 渡井汐莉 22分              |

| 上野運動公園競技場 |

| 2007年12月2日 11:00 |

| 大阪体育大学女子サッカー部 | 0 - 1 (延長) | 東京電力女子サッカー部マリーゼ |
|                            |              | 宮﨑有香 97分                  |

| ひたちなか市総合運動公園陸上競技場 |

| 2007年12月2日 11:00 |

| ルネサンス熊本フットボールクラブ | 0 - 1 | 日ノ本学園高等学校 |
|                                  |       | 小道都 29分        |

| 加古川運動公園陸上競技場 |

### 2回戦
| 2007年12月8日 11:00 |

| 福岡J・アンクラス | 0 - 0 (延長) | 吉備国際大学女子サッカー部 |
|                   |              |                            |
|                   | PK戦         |                            |
|                   | 0 - 3        |                            |

| 島根県立サッカー場 |

| 2007年12月8日 13:30 |

| 日本体育大学女子サッカー部 | 1 - 1 (延長) | スペランツァF.C.高槻 |
| 上田絵未 67分              |              | 中江真紀 40分        |
|                            | PK戦         |                      |
|                            | 3 - 5        |                      |

| 島根県立サッカー場 |

| 2007年12月8日 11:00 |

| バニーズ京都サッカークラブ | 1 - 2 | ジェフユナイテッド市原・千葉 レディース |
| 成田麻希 62分              |       | 清水由香 6分 · 岡上麻里 56分            |

| 京都市西京極総合運動公園陸上競技場兼球技場 |

| 2007年12月8日 11:00 |

| 日テレ・メニーナ | 11 - 0 | 鹿児島鴨池フットボールクラブ アサヒナ |
| 佐々木繭 3分 · 高橋彩織 7分, 32分, 65分 · 田中美南 19分, 21分 · 岩渕真奈 26分, 79分 · 岸川奈津希 39分 · 嶋田千秋 41分 · 木下栞 60分 |        |                                       |

| ひたちなか市総合運動公園陸上競技場 |

| 2007年12月8日 13:30 |

| 常盤木学園高等学校                    | 3 - 2 | 清水第八プレアデス            |
| 後藤三知 11分, 22分 · 小原由梨愛 14分 |       | 丸本和美 58分 · 小田彩香 76分 |

| Jヴィレッジ スタジアム |

| 2007年12月8日 13:30 |

| 鳳凰高等学校女子サッカー部 | 0 - 1 | ASエルフェン狭山FC |
|                            |       | 下沖楓 52分        |

| ひたちなか市総合運動公園陸上競技場 |

| 2007年12月8日 11:00 |

| 北海道文教大学明清高等学校 女子サッカー部 | 0 - 2 | 東京電力女子サッカー部マリーゼ |
|                                           |       | 森田牧子 10分 · 間真喜子 24分  |

| Jヴィレッジ スタジアム |

| 2007年12月8日 13:30 |

| 日ノ本学園高等学校            | 2 - 3 | 浦和レッドダイヤモンズ ジュニアユースレディース |
| 田上夏実 42分 · 今中悠莉 50分 |       | 竹山裕子 10分 · 橋本舞 34分 · 藤掛まゆ 39分     |

| 京都市西京極総合運動公園陸上競技場兼球技場 |

### 3回戦
| 2007年12月22日 13:30 |

| TASAKIペルーレFC | 1 - 0 | 吉備国際大学女子サッカー部 |
| 山本絵美 70分    |       |                            |

| 広島スタジアム |

| 2007年12月22日 11:00 |

| スペランツァF.C.高槻          | 2 - 1 | 伊賀フットボールクラブくノ一 |
| 相澤舞衣 12分 · 北岡幸子 22分 |       | 大歯裕子 46分                |

| 広島スタジアム |

| 2007年12月22日 11:00 |

| INACレオネッサ                                                | 4 - 1 | ジェフユナイテッド市原・千葉 レディース |
| 李珍和 11分 · 渡邉千尋 44分 · 澤井理恵 51分 · 平野回梨佳 64分 |       | 清水由香 60分                           |

| 岡山県美作ラグビー・サッカー場 |

| 2007年12月22日 13:30 |

| 日テレ・メニーナ | 0 - 4 | 岡山湯郷Belle                                 |
|                  |       | 中田麻衣子 35分 · 中野真奈美 41分, 44分, 59分 |

| 岡山県美作ラグビー・サッカー場 |

| 2007年12月22日 13:30 |

| 浦和レッドダイヤモンズ・レディース | 3 - 1 (延長) | 常盤木学園高等学校 |
| 安藤梢 63分 · 柳田美幸 84分, 86分  |              | 森本華江 37分      |

| ひたちなか市総合運動公園陸上競技場 |

| 2007年12月22日 11:00 |

| ASエルフェン狭山FC | 1 - 2 | 大原学園JaSRA女子サッカークラブ |
| 下沖楓 77分        |       | 谷川有花 18分 · 濱垣香菜 52分   |

| ひたちなか市総合運動公園陸上競技場 |

| 2007年12月22日 11:00 |

| アルビレックス新潟レディース | 1 - 0 | 東京電力女子サッカー部マリーゼ |
| 中村公美 23分                |       |                                |

| Jヴィレッジ スタジアム |

| 2007年12月22日 13:30 |

| 浦和レッドダイヤモンズ ジュニアユースレディース | 0 - 3 | 日テレ・ベレーザ                |
|                                                 |       | 大野忍 15分, 41分 · 澤穂希 25分 |

| Jヴィレッジ スタジアム |

### 準々決勝
| 2007年12月24日 11:00 |

| TASAKIペルーレFC               | 2 - 0 | スペランツァF.C.高槻 |
| 大石沙弥香 6分 · 山本絵美 39分 |       |                      |

| 広島スタジアム |

| 2007年12月24日 13:30 |

| INACレオネッサ                   | 2 - 0 | 岡山湯郷Belle |
| 渡邉千尋 1分 · ゴンサルベス 83分 |       |               |

| 広島スタジアム |

| 2007年12月24日 13:30 |

| 浦和レッドダイヤモンズ・レディース                          | 4 - 0 | 大原学園JaSRA女子サッカークラブ |
| 柳田美幸 11分 · 安藤梢 33分 · 土橋優貴 77分 · 松田典子 89分 |       |                                 |

| Jヴィレッジ スタジアム |

| 2007年12月24日 11:00 |

| アルビレックス新潟レディース | 0 - 9 | 日テレ・ベレーザ                                                                                                   |
|                              |       | 大野忍 5分, 50分 · 21分 (OG) · 伊藤香菜子 24分 · 小林弥生 35分 · 永里優季 44分 · 澤穂希 54分, 79分 · 四方菜穂 76分 |

| Jヴィレッジ スタジアム |

### 準決勝
| 2007年12月28日 13:30 |

| TASAKIペルーレFC    | 2 - 1          | INACレオネッサ    |
| 大谷未央 16分, 36分 | 公式記録 (PDF) | ゴンサルベス 89分 |

| 国立西が丘サッカー場 観客数: 735人 |

| 2007年12月28日 11:00 |

| 浦和レッドダイヤモンズ・レディース | 0 - 3          | 日テレ・ベレーザ                          |
|                                    | 公式記録 (PDF) | 大野忍 44分 · 澤穂希 62分 · 四方菜穂 89分 |

| 国立西が丘サッカー場 観客数: 655人 |

### 決勝
| 2008年1月1日 10:30 |

| TASAKIペルーレFC | 0 - 2          | 日テレ・ベレーザ              |
|                  | 公式記録 (PDF) | 澤穂希 32分 · 荒川恵理子 86分 |

| 国立霞ヶ丘陸上競技場 観客数: 11,725人 主審: 佐藤奈美 |